# Radara capensis
Radara capensis là một loài bướm đêm trong họ Noctuidae.